# 馬琪
马琪（12世纪—1197年），字德玉，今天津市宝坻区人，官至参知政事、安武军节度使，为宝坻第一位进士。

## 生平
完颜亮正隆五年（1160年），擢进士第，调清源（今山西省清徐县）主簿。三迁永清令，以治理有功，升同知定武军节度使事、兴中府治中，召户部员外郎，改侍御史。
金世宗即位，因为他明晓法律而正直，转任左右司员外郎，扈从东巡。出使南宋，还授吏部侍郎、户部侍郎。
金章宗即位，授马琪为中都路转运使，以其擅长于治钱谷、不欺官、不害民，被擢升为户部尚书。明昌四年（1193年），拜参知政事。明昌五年（1194年），黄河在阳武（今河南省原阳县）决口，淹封丘以东地，奉命行尚书省事往治理。承安二年（1197年），出镇安武军，致仕，不久去世。
马琪聪敏，熟悉吏事，擅于治理钱谷，但吝啬好利。

## 家族
儿子：马师周，官任阁门祗候。

## 延伸阅读
[在维基数据编辑]
 《金史·卷95》，出自脱脱《遼史》